# کلیسوریتسا
کلیسوریتسا (به بلغاری: Klisuritsa) یک منطقهٔ مسکونی در بلغارستان است که در شهرستان مونتانا واقع شده‌است.